# Rocce rosse
Rocce rosse (Davy Crockett, Indian Scout) è un film del 1950 diretto da Lew Landers.
È un film western statunitense a sfondo avventuroso con George Montgomery (che interpreta il ruolo di Davy Crockett, cugino omonimo del famoso scout morto ad Alamo), Ellen Drew e Phillip Reed.

## Produzione
Il film, diretto da Lew Landers su una sceneggiatura di Richard Schayer e un soggetto di Ford Beebe, fu prodotto da Edward Small per la Edward Small Productions e girato nell'Iverson Ranch a Chatsworth e nel Red Rock Canyon State Park a Cantil, in California.

## Distribuzione
Il film fu distribuito con il titolo Davy Crockett, Indian Scout negli Stati Uniti dal 6 gennaio 1950 al cinema dalla United Artists. poi distribuito in televisione con il titolo  Indian Scout.
Altre distribuzioni:
- in Svezia il 27 marzo 1950 (Det stora bakhållet)
- in Danimarca l'8 maggio 1950 (Indianerne går til angreb)
- in Belgio il 20 aprile 1951 (Éclaireur indien)
- in Portogallo il 31 luglio 1951 (Sangue Vermelho)
- in Finlandia il 14 settembre 1951 (Intiaanipartio)
- in Germania Ovest il 19 dicembre 1952 (Auf dem Kriegspfad)
- in Austria nel gennaio del 1953 (Auf dem Kriegspfad)
- in Brasile (A Voz do Sangue)
- in Spagna (Davy Crockett, el explorador indio)
- in Messico (El explorador indio)
- nel Regno Unito (Indian Scout)
- in Italia (Rocce rosse)

## Critica
Secondo Leonard Maltin il film poggia su una saga monotona che ha poco a che vedere con la storia di Davy Crockett.

## Promozione
La tagline è: TOUGH, FEARLESS FIGHTER OF THE FRONTIER!.